# Jérémie-Jacques Oberlin
Pour les articles homonymes, voir Oberlin.
Jérémie-Jacques Oberlin, né le 8 août 1735 à Strasbourg, où il est mort le 6 octobre 1806, est un philologue et archéologue français d'Alsace. Il est le frère du pasteur protestant alsacien 
Jean-Frédéric Oberlin.

## Biographie
Oberlin fit ses études à Strasbourg, d’abord au gymnase protestant, où son père Jean-Georges Oberlin était professeur (on y enseigna en allemand jusqu'en 1815), puis à l’université de la ville.
Jean-Daniel Schœpflin, un de ses maîtres, le remarqua, lui ouvrit sa bibliothèque et lui prodigua des conseils et des encouragements. Il fut reçu docteur en philosophie en 1758, et, tout en suivant les cours de théologie, vécut des répétitions que lui procurait Schœpflin.
En 1764 il fut nommé bibliothécaire adjoint de l’université, et obtint la permission d’ouvrir un cours public de langue latine. En 1770 il succéda à son père comme professeur au gymnase, et devint en même temps professeur adjoint d’éloquence latine à l’université.
En 1778 les magistrats de Strasbourg le chargèrent de faire un voyage archéologique dans le Midi de la France. Peu après son retour, la même année, il devint professeur extraordinaire de philosophie à l’université. Nommé en 1782 professeur de logique et de métaphysique, il fut gymnasiarque (directeur) du gymnase de Strasbourg et chanoine de l'église Saint-Thomas. Oberlin préparait aussi des éditions d'auteurs anciens ou contemporains, et donnait des cours publics et des leçons particulières d’archéologie, de géographie, de diplomatie.
Oberlin était sympathique aux idées de la Révolution. D’abord administrateur de la ville de Strasbourg, puis du département du Bas-Rhin, il fut arrêté en 1793 avec presque tous ses collègues, sur une accusation calomnieuse, et transféré dans les prisons de Metz. Sa détention fut adoucie lorsqu’il fut reconnu que l’accusation lancée contre lui n’était pas fondée. Il resta interné à Metz jusqu’au 9 thermidor et obtint ensuite la permission de revenir à Strasbourg, où il reprit ses cours d’archéologie et de diplomatique.
À l’époque de la fondation des écoles centrales, Oberlin fut nommé bibliothécaire de l’école du Bas-Rhin. Il mit en ordre le dépôt de livres provenant des couvents supprimés. Pour en rendre les richesses plus accessibles au public, il ouvrit un cours de bibliographie.

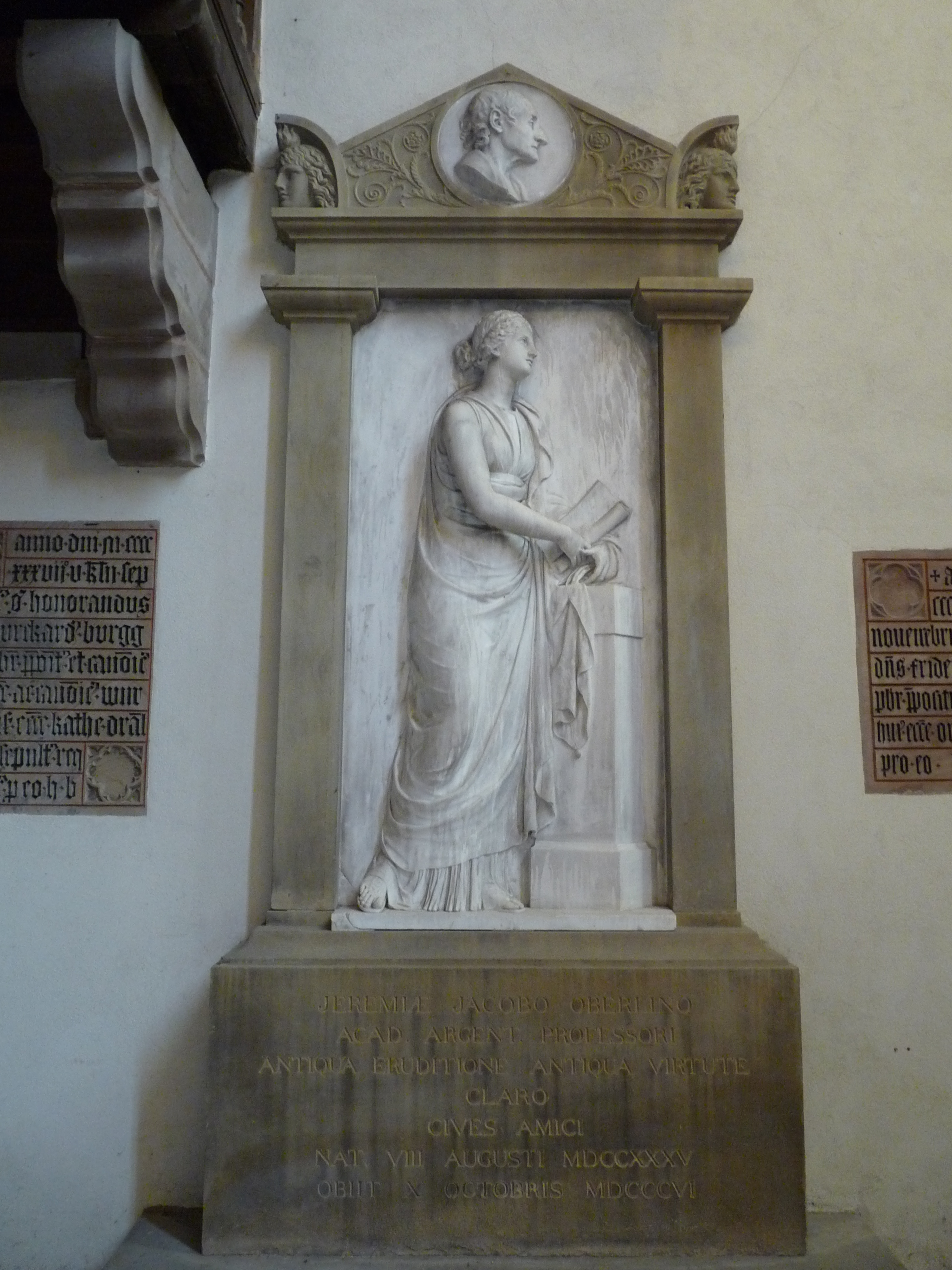
Stèle de Landolin Ohmacht à l'église Saint-Thomas de Strasbourg

Oberlin était un des principaux rédacteurs du Magasin encyclopédique de Millin ; il a publié un récit de son voyage dans le Midi de la France dans le Neuer Briefwechsel d'August Ludwig Schlözer (part. IV et V).
Avec son maître Schœpflin, avec Jean Laurent Blessig, Jean de Turckheim, Frédéric Rodolphe Salzmann, Oberlin fut de ceux qui firent de l'université de Strasbourg une grande université de l'âge des Lumières et de Strasbourg un lieu très actif d'échanges entre les cultures française et allemande.
Il devint membre associé de l’Académie des inscriptions en 1772 et fut membre d'autres sociétés savantes. Oberlin mourut d’une attaque d’apoplexie à l’âge de soixante-et-onze ans.

### Philologie
« On estime ses éditions de César et de Tacite moins à cause de la nouveauté des recherches que parce qu’elles offrent un choix intelligent des notes des autres commentateurs ; son édition de Tacite doit son principal mérite à la réimpression de l’excellent commentaire de Juste Lipse. » (« L. J. »)
Il a publié une édition du Glossarium germanicum medii ævi de Jean-Georges Scherz, avec des éclaircissements, 1780-1784, 2 vol. in-folio.
Il a fait en français des travaux tout à fait originaux : Essai sur le patois lorrain des environs du comté du Ban-de-la-Roche, 1775, in-8°, des Dissertations sur les Minnesingers, 1782-1789, et des Observations concernant le patois et les mœurs des gens de la campagne, ibid., 1798, in-8°.

## Témoignages
« J'ai une grosse dette envers ce brave homme […] »
— J. W. von Goethe
« Ses talents étaient rehaussés par une humeur douce, gaie, serviable, une simplicité patriarcale, une piété vraie, sans ostentation, une vie irrépréhensible. »
— E. Haag

## Œuvres choisies

### Listes de publications
- Article de la Nouvelle biographie générale cité plus bas

### Œuvres d'Oberlin
- Essai sur le patois lorrain des environs du comté du Ban de la Roche sur Google Livres, Strasbourg, Jean-Fréd. Stein, 1775
- (la) Orbis antiqui monumentis suis illustrati primae lineae sur Google Livres, Strasbourg, Jean-Fréd. Stein, 1776
- (avec C. F. Fredenheim) Exposé d'une découverte de M. le chevalier de Fredenheim, surintendant des bâtiments et du Musée de Stockholm faite au Forum Romanum en janvier MDCCLXXXIX sur Google Livres, Strasbourg, F. G. Levrault, 1796, 24 p.
- Exercice public de bibliographie, essai d'annales de la vie de Jean Gutenberg […] sur Gallica, Strasbourg, 18 fructidor An IX, 45 p.

### Éditions d'autres auteurs
- Quinti Horatii Flacci, Carmina, Strasbourg, 1788
- Johannis Georgii Scherzii, Glossarium germanicum medii aevi potissimum dialecti suevicae, edidit, illustravit, supplevit Jeremias Jacobus Oberlinus, 2 vol., Strasbourg, 1781-1784
- Johannis Georgii Scherzii, Philosophiae moralis Germanorum medii aevi specimen, 1704-1714 (2 vol. édités en 1781 et 1784 par Oberlin) Le vol. 2 est en ligne sur Google Livres
- Vibius Sequester, De fluminibus, fontibus, lacubus, nemoribus, paludibus, montibus, gentibus quorum apud poetas mentio fit, Lectionis varietatem et integras doctorum commentationes adjecit et suas J.J. Oberlinus, Strasbourg, 1778